# Oncidium candelabrum
Oncidium candelabrum är en orkidéart som beskrevs av Jean Jules Linden och Pérot. Oncidium candelabrum ingår i släktet Oncidium och familjen orkidéer. Inga underarter finns listade i Catalogue of Life.

## Bildgalleri

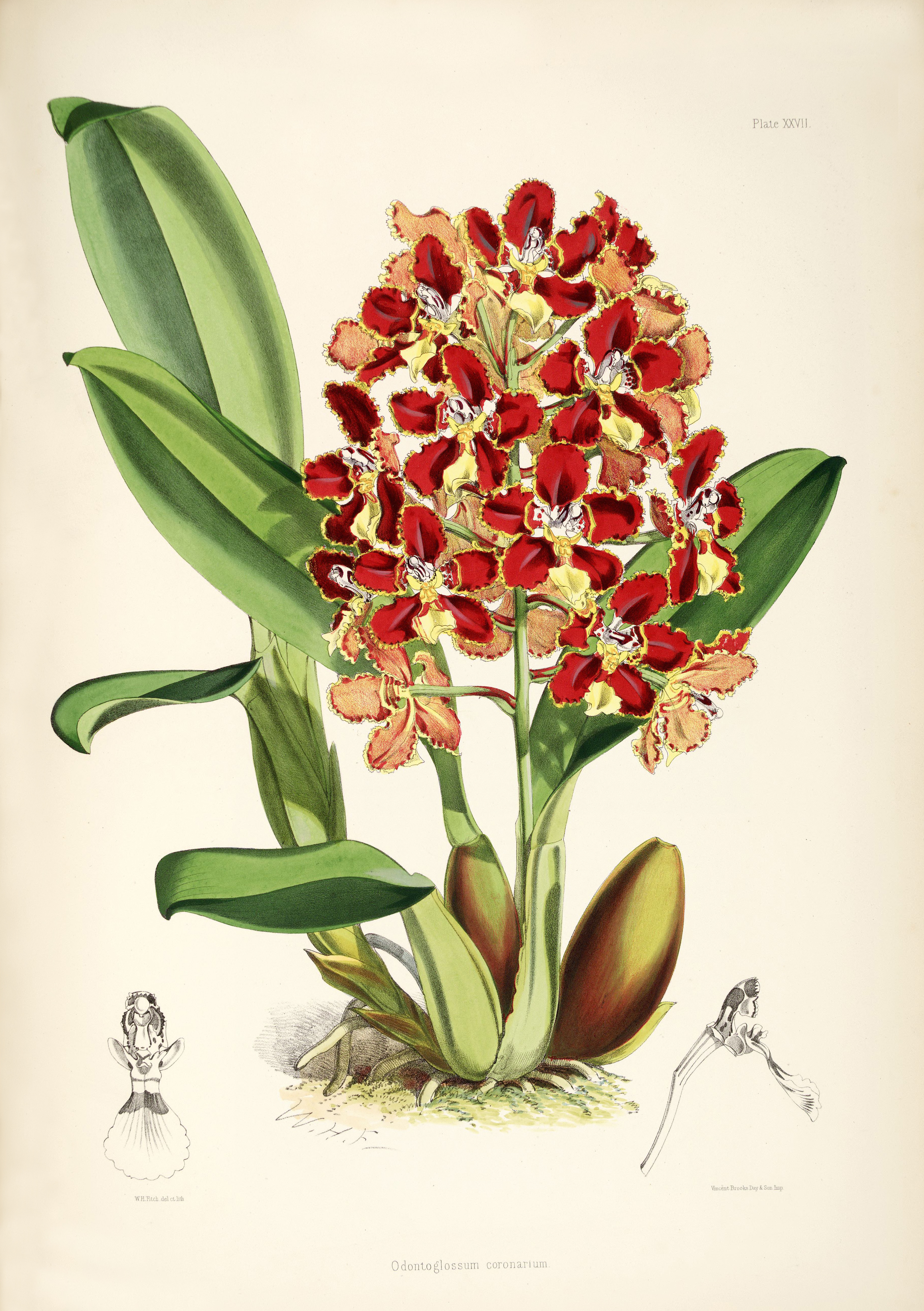